# Rote Schule (Strasburg)

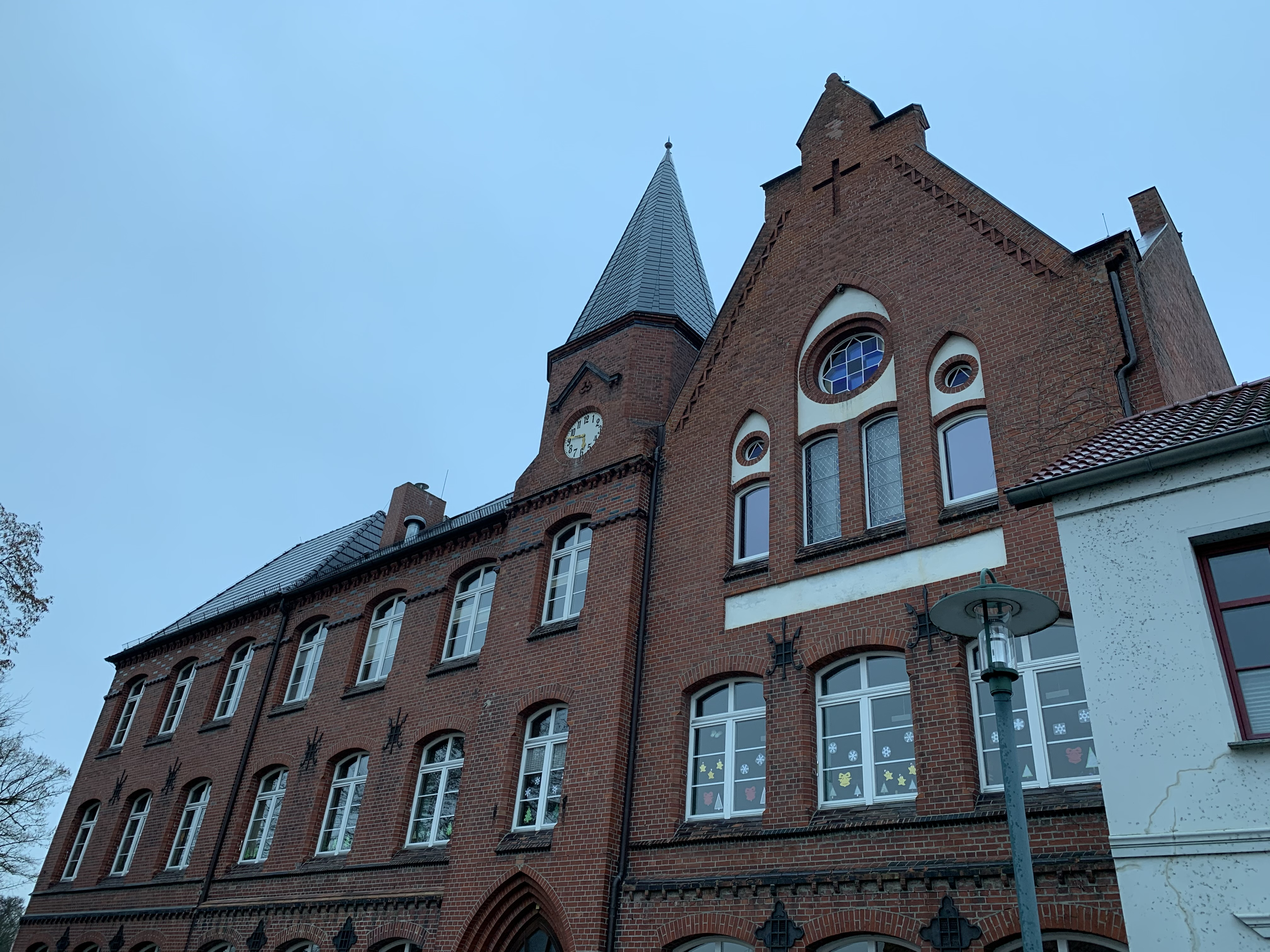
Rote Schule in Strasburg (Uckermark)

Die Rote Schule (offizielle Bezeichnung in der Landesdenkmalliste Schule und Wasserpumpe) ist ein  neugotisches Gebäude in Strasburg (Uckermark), im Landkreis Vorpommern-Greifswald in Mecklenburg-Vorpommern.
Das Gebäude steht unter Denkmalschutz.

## Lage
Die Baustraße führt im nördlichen Bereich des historischen Stadtkerns in West-Ost-Richtung durch die Stadt. Am westlichen Rand der ehemaligen Stadtbefestigung steht die Schule nördlich der Baustraße auf einem Grundstück, das nicht eingefriedet ist.

## Geschichte
Das Bauwerk entstand durch den ortsansässigen Baumeister Georg Döring. Die Dachkonstruktion erstellte der Strasburger Hermann Rebschläger. Die Eröffnung fand am 29. September 1895 statt und beherbergte zu dieser Zeit 569 Schülerinnen und 541 Schüler, die 16 Volksschulklassen besuchten. Der erste Rektor war Paul Stiens. Zuvor fand der Unterricht im 1760 errichten Pfarrhaus, dem späteren Suhrschen Weisenhaus, statt.
Nach dem Zweiten Weltkrieg wurde die Volksschule in eine Zentralschule II umgewandelt und diente ab 1953 als Grundschule. 1979 erhielt sie den Namen Käthe Kollwitz. 1983 erfolgte ein Zusammenschluss mit der EOS in der Schönhauser Straße zur Polytechnischen Oberschule I. Ein Jahr später wurde sie in Erinnerung an den Funktionär des Kommunistischen Jugendverbandes Deutschlands (KJVD) und Kämpfer im Spanischen Bürgerkrieg Artur Becker umbenannt. Seit der Wende dient sie ab 1991 als Grundschule.

## Baubeschreibung

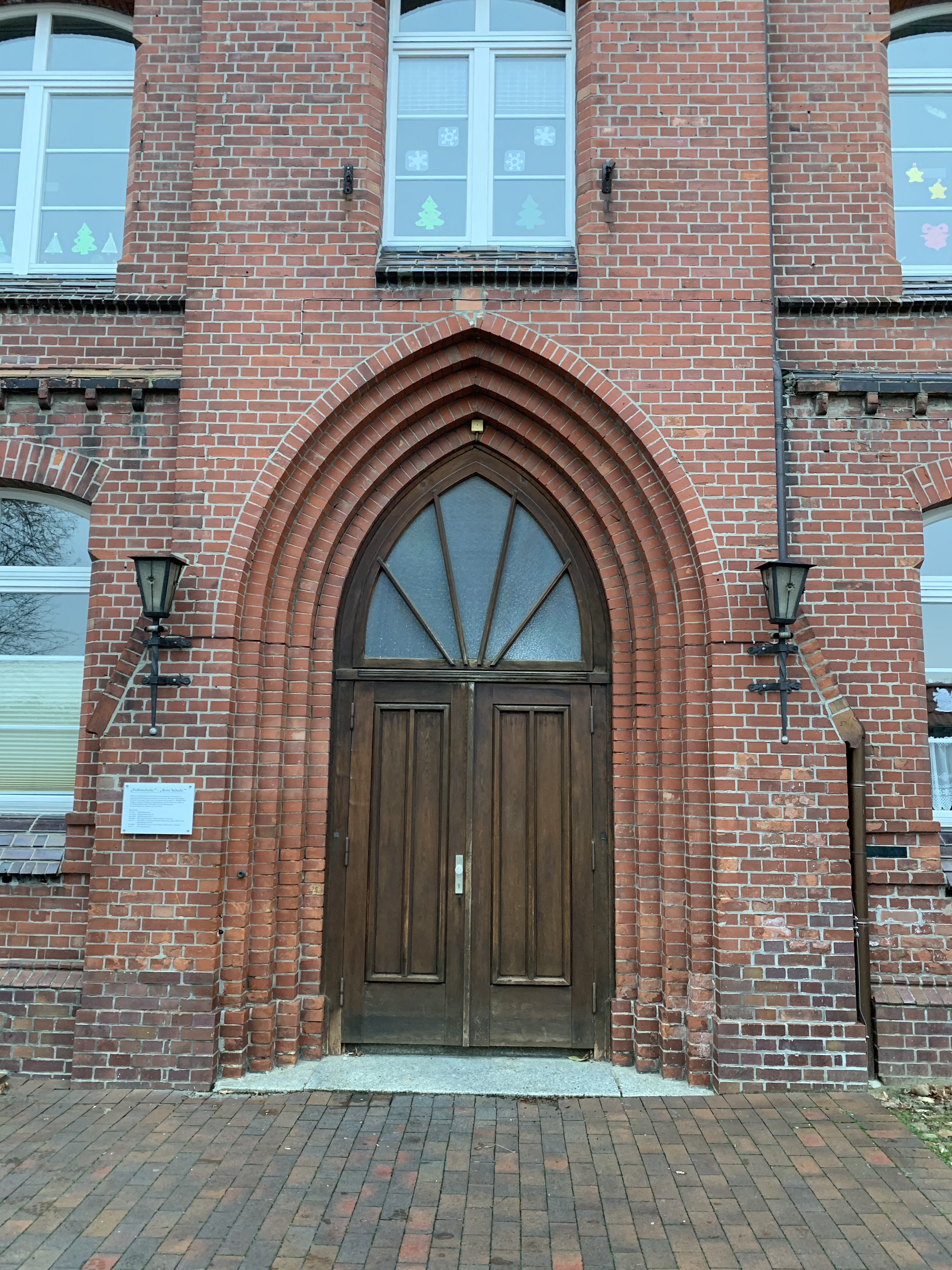
Eingangsportal an der Baustraße 26

Das dreigeschossige Gebäude entstand im Wesentlichen aus rötlichen Backsteinen. Leicht ausmittig nach Osten hin ist ein turmartiger Vorbau mit einem großen, spitzbogenförmigen Portal. Nach Westen schließt sich ein sechsachsiger Flügel mit Klassenräumen an. Nach Osten ist ein dreiachsiger Flügel mit weiteren Klassenräumen und Gemeinschaftsräumen. Das Untergeschoss ist dabei mit einem Fries optisch vom übrigen Baukörper getrennt. Zwischen dem zweiten und dritten Geschoss ist im östlichen Flügel eine querrechteckige Blende mit drei darüber angeordneten, spitzbogenförmigen Blenden. Dort sind gedrückt-segmentbogenförmige Fenster mit einem darüberliegenden Ochsenauge eingelassen. Im Giebel ist ein gemauertes Kreuz. In dem turmartigen Mittelbau ist mittig eine Turmuhr.